# Tim Lebbon
Tim Lebbon (28 de juliol de 1969, Londres, Anglaterra) és un escriptor britànic de novel·les de terror i de fantasia.

## Biografia i carrera literària
Lebbon nasqué a Londres però visqué a Devon fins als vuit anys, quan es traslladà amb la seva família a Newport fins als 26. Actualment viu a Goytre, Monmouthshire amb la seva dona i fills.
La seva història curta Reconstructing Amy guanyà el Premi Bram Stoker a la categoria de millor història curta de ficció el 2001. La seva novel·la Dusk guanyà el Premi August Derleth el 2007 com millor novel·la de l'any. La seva novel·lització de la pel·lícula 30 Days of Night esdevingué un supervendes del New York Times i guanyà el Premi Scribe el 2008.
La pel·lícula Pay the Ghost d'Uli Edel està basada en la història homònima de Tim Lebbon. El film The Silence també tingué una adaptació cinematogràfica de la mà de John R. Leonetti el 2019 a Netflix.